# Villa Rubein
Villa Rubein – powieść z 1900, trzecie opublikowane dzieło Johna Galsworthy’ego.

## Inspiracja
Utwór wydano pod pseudonimem John Sinjohn (dosł. John, syn Johna). Jest silnie inspirowany twórczością Iwana Turgieniewa, którego Galsworthy bardzo cenił, a poznawał za pośrednictwem tłumaczeń Constance Garnett.

## Treść
Mieszkańcy pewnego australijskiego ziemiańskiego dworu (tytułowej willi Rubein) przyjmują intruza przybywającego z zewnątrz – austriackiego artystę Harza. Jego przyjęcie odbywa się przy różnych postawach mieszkańców dworu: poczynając od niepewności, a kończąc na jawnej wrogości. Artysta zakochuje się w Christian, Angielce, mieszkance, osobie młodej i pięknej.

## Komentarz
Powieść obfituje w liryzm rodem z dzieł Turgieniewa, w próby wiązania opisów przyrody ze stanami wewnętrznymi bohaterów. W opisach tych kryje się głęboka, psychologiczna refleksja odnośnie do wszechobecnego majestatu przyrody i jej obojętności na los człowieczy. W odróżnieniu od Turgieniewa, Galsworthy maluje obraz przyrody w nieco jaśniejszych i przyjaźniejszych barwach. Od rosyjskiego pisarza autor bierze niewątpliwie szczegółową metodę realizacji i obrazowania ilustrującą współgrę wewnętrznych przeżyć bohaterów i tła natury.
Mimo stylizacji neoturgieniewowskiej postacie bohaterów są jeszcze mało przekonujące, marionetkowe i nieporadnie zarysowane. Wyraźnie natomiast zaznacza się społeczne uwarunkowanie konfliktu: artysta przeciw zastanemu obyczajowo i uprzywilejowanemu dworowi. Dają się zaznaczyć nuty autobiograficzne. Harz stanowi pewne przetworzenie postaci Georga Sautera (1866-1937), niemieckiego malarza, będącego mężem siostry pisarza. Nicholas Treffry (wuj pięknej Christian) to z kolei fikcyjne upostaciowienie ojca pisarza, a jednocześnie literacki pierwowzór Jolyona z Sagi rodu Forsyte’ów.